# Unterwellenborn
Unterwellenborn település Németországban, azon belül Türingiában. Lakosainak száma 8308 fő (2023. december 31.).
Unterwellenborn leginkább a Maxhütte acélgyárról ismert, amely a 19. század második felében épült és 1992-ben megszűnt.

## A település részei
- Birkigt
- Bucha
- Dorfkulm
- Goßwitz
- Kamsdorf
- Könitz
- Langenschade
- Lausnitz b. Pößneck
- Oberwellenborn
- Reichenbach
- Röblitz
- Unterwellenborn

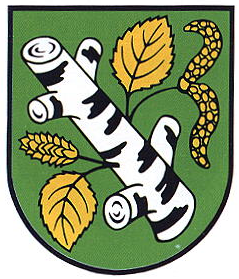
Birkigt címere
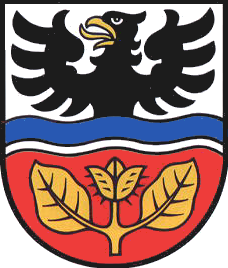
Gosswitz címere
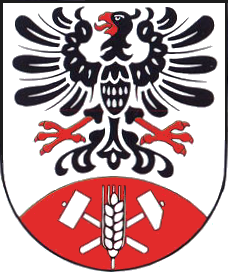
Kamsdorf címere
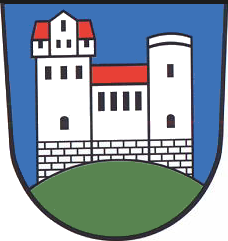
Koenitz címere
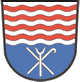
Unterwellenborn régi címere

## Népesség
A település népességének változása:
| Lakosok száma | 8533 | 8513 | 8320 | 8426 | 8308 |
|               | 2017 | 2019 | 2021 | 2022 | 2023 |